# The Strawberry Roan
The Strawberry Roan è un film del 1948 diretto da John English. e interpretato da Gene Autry, Gloria Henry e Jack Holt . È stato distribuito dalla Columbia Pictures . È stato il primo dei due film della Autry Columbia girati in Cinecolor , seguito da The Big Sombrero .
È un western statunitense a sfondo musicale con Gene Autry.

## Trama
Joe è paralizzato da un cavallo selvaggio , un roano fragola. Suo padre, Walt, cerca di uccidere il cavallo con rabbia ma non ci riesce e il cavallo scappa. Ad Autry, che ha impedito a Walt di uccidere l'animale, viene chiesto di lasciare il ranch. Trova il cavallo e lo addestra nella speranza di restituirlo a Joe per dargli la volontà di superare la sua disabilità.

## Produzione
Il film, diretto da John English su una sceneggiatura di Dwight Cummins e Dorothy Yost e un soggetto di Julian Zimet, fu prodotto da Armand Schaefer per la Gene Autry Productions e girato a Sedona, in Arizona, e a Santa Clarita e nell'Andy Jauregui Ranch, nel quartiere di Newhall, a Santa Clarita, in California, dal 18 giugno al 18 luglio 1947.

## Distribuzione
Il film fu distribuito negli Stati Uniti dal 1º agosto 1948 al cinema dalla Columbia Pictures.
Altre distribuzioni:
- in Finlandia il 21 aprile 1950 (Preerian laulu)
- in Brasile (Almas Indomáveis)
- nel Regno Unito (Fools Awake)

## Promozione
La tagline è: A great horse story! A great heart story!.